# Saint-Nicolas-de-Macherin
Saint-Nicolas-de-Macherin és un municipi francès situat al departament de la Isèra i a la regió d'Alvèrnia-Roine-Alps. L'any 2007 tenia 892 habitants.

## Demografia

### Població
El 2007 la població de fet de Saint-Nicolas-de-Macherin era de 892 persones. Hi havia 323 famílies de les quals 46 eren unipersonals (13 homes vivint sols i 33 dones vivint soles), 128 parelles sense fills, 128 parelles amb fills i 21 famílies monoparentals amb fills.
La població ha evolucionat segons el següent gràfic:
Habitants censats

### Habitatges
El 2007 hi havia 344 habitatges, 330 eren l'habitatge principal de la família, 5 eren segones residències i 9 estaven desocupats. 322 eren cases i 22 eren apartaments. Dels 330 habitatges principals, 288 estaven ocupats pels seus propietaris, 31 estaven llogats i ocupats pels llogaters i 10 estaven cedits a títol gratuït; 1 tenia una cambra, 5 en tenien dues, 25 en tenien tres, 68 en tenien quatre i 230 en tenien cinc o més. 296 habitatges disposaven pel capbaix d'una plaça de pàrquing. A 92 habitatges hi havia un automòbil i a 228 n'hi havia dos o més.

### Piràmide de població
La piràmide de població per edats i sexe el 2009 era:
| Homes | Edats   | Dones |
| ----- | ------- | ----- |
| 0     | 95 o +  | 0     |
| 0     | 90 a 94 | 0     |
| 0     | 85 a 89 | 4     |
| 4     | 80 a 84 | 0     |
| 12    | 75 a 79 | 0     |
| 8     | 70 a 74 | 16    |
| 4     | 65 a 69 | 12    |
| 16    | 60 a 64 | 24    |
| 16    | 55 a 59 | 24    |
| 60    | 50 a 54 | 40    |
| 40    | 45 a 49 | 48    |
| 28    | 40 a 44 | 28    |
| 32    | 35 a 39 | 32    |
| 20    | 30 a 34 | 28    |
| 28    | 25 a 29 | 12    |
| 20    | 20 a 24 | 24    |
| 32    | 15 a 19 | 24    |
| 44    | 10 a 14 | 44    |
| 36    | 5 a 9   | 36    |
| 20    | 0 a 4   | 24    |

## Economia
El 2007 la població en edat de treballar era de 622 persones, 470 eren actives i 152 eren inactives. De les 470 persones actives 449 estaven ocupades (232 homes i 217 dones) i 20 estaven aturades (7 homes i 13 dones). De les 152 persones inactives 56 estaven jubilades, 64 estaven estudiant i 32 estaven classificades com a «altres inactius».

### Ingressos
El 2009 a Saint-Nicolas-de-Macherin hi havia 333 unitats fiscals que integraven 913,5 persones, la mediana anual d'ingressos fiscals per persona era de 21.714 €.

### Activitats econòmiques
Dels 27 establiments que hi havia el 2007, 6 eren d'empreses de fabricació d'altres productes industrials, 10 d'empreses de construcció, 2 d'empreses d'hostatgeria i restauració, 2 d'empreses financeres, 1 d'una empresa immobiliària, 4 d'empreses de serveis, 1 d'una entitat de l'administració pública i 1 d'una empresa classificada com a «altres activitats de serveis».
Dels 11 establiments de servei als particulars que hi havia el 2009, 3 eren guixaires pintors, 2 fusteries, 1 lampisteria, 2 electricistes, 1 perruqueria i 2 restaurants.
L'any 2000 a Saint-Nicolas-de-Macherin hi havia 19 explotacions agrícoles que ocupaven un total de 414 hectàrees.

## Equipaments sanitaris i escolars
El 2009 hi havia una escola elemental.

## Poblacions més properes
El següent diagrama mostra les poblacions més properes.